# Kamonia (territoire)
Le territoire de Kamonia, anciennement le territoire de Tshikapa est une entité concentrée de la province du Kasaï  en république démocratique du Congo.
```
Avec son ancien administrateur du territoire "meba kalumba diallo"
```

## Géographie
Le territoire s'étend au sud de la province du Kasaï.

## Histoire
Avant la réforme administrative de 2015, il fait partie du district du Kasaï, dont la province du même nom a repris les contours.

## Commune
Le territoire compte une commune rurale de moins de 80 000 électeurs.
- Kamonia, (7 conseillers municipaux)

## Secteurs
Il est divisé en 9 secteurs :
- Bakwa-Nyambi
- Bapende
- Kasadisadi
- Kasai-Kabambaie
- Kasai-Lunyeka
- Kasai-Longatshimo
- Lovua-Longatshimo
- Lovua-Lutshiku
- Tshikapa